# Савелово (станція)
Саве́лово (рос. Савёлово) — залізнична станція Московського відділення Жовтневої залізниці. Входить до складу Московського центра організації роботи залізничних станцій ДЦС-1 Жовтневої дирекції управління рухом. За обсягом роботи віднесена до 3-го класу. Розташована станція на правому березі Волги у місті Кімри Тверської області, має виходи на вулиці Туполєва, Транспортна, Станційна, а також до Вокзального провулку.
Станція дала найменування Савеловському вокзалу Москви. Станція є міжзалізничним стиковим пунктом, при цьому сама станція відноситься до Жовтневої залізниці, а найближчий у напрямку Москви зупинний пункт Платформа 124 км — до Московської залізниці. Сама межа залізниць проходить на позначці 127,525 м на південному кордоні станції біля вхідного світлофора.
На станції закінчується електрифікована постійним струмом ділянка Москва — Савелово, далі залізнична лінія одноколійна неелектрифікована. Лінія у напрямку Москви до Дмитрова також одноколійна.
Складається з однієї бічної й однієї острівної платформ. Платформи з'єднані між собою настилами. Електропоїзди на Москву відправляються від високої острівної платформи № 3, розташованої південніше.

## Пасажирське сполучення
Станція є кінцевою зупинкою для електропоїздів з Москви, а також приміських поїздів на тепловозній тязі з Углича й Сонково.
На станції також зупиняються поїзди далекого прямування, що з'єднують Москву і Рибінськ, по станції відбувається зміна локомотива.
Час руху до Савеловського вокзалу — 2 години 12 хвилин.

## Галерея

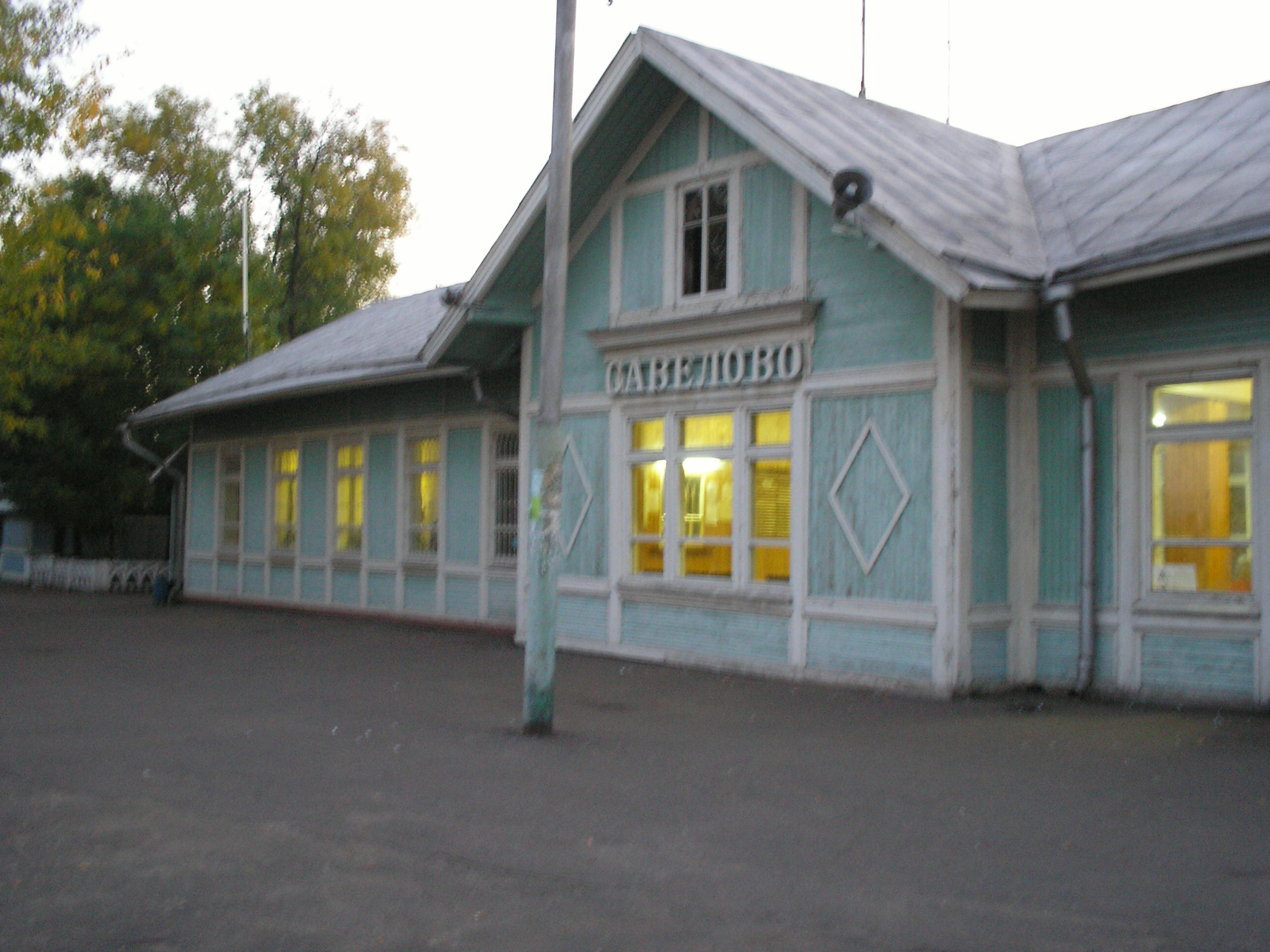
Будівля вокзалу до реконструкції
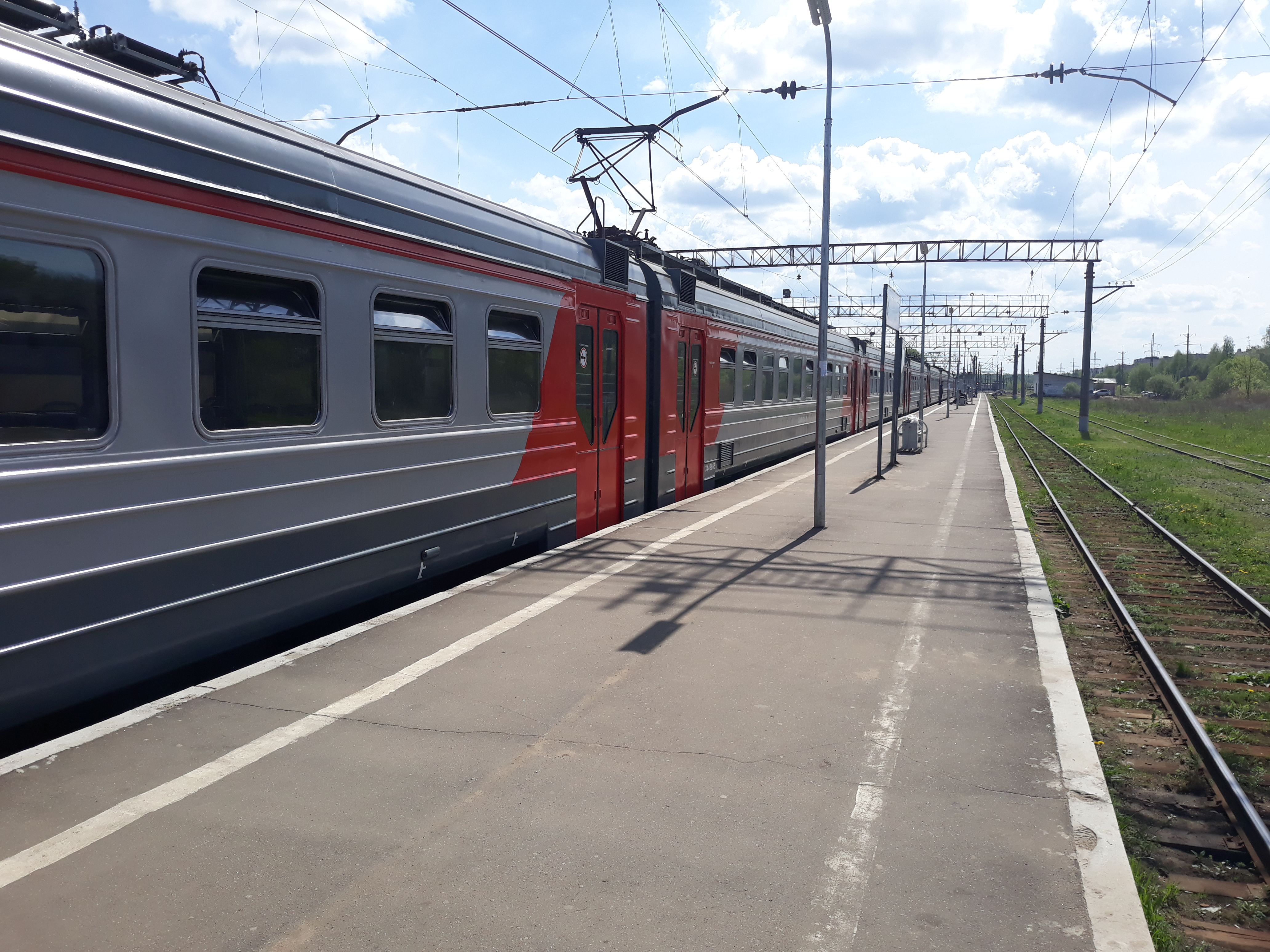
Платформа № 3 (на Москву/з Москви)
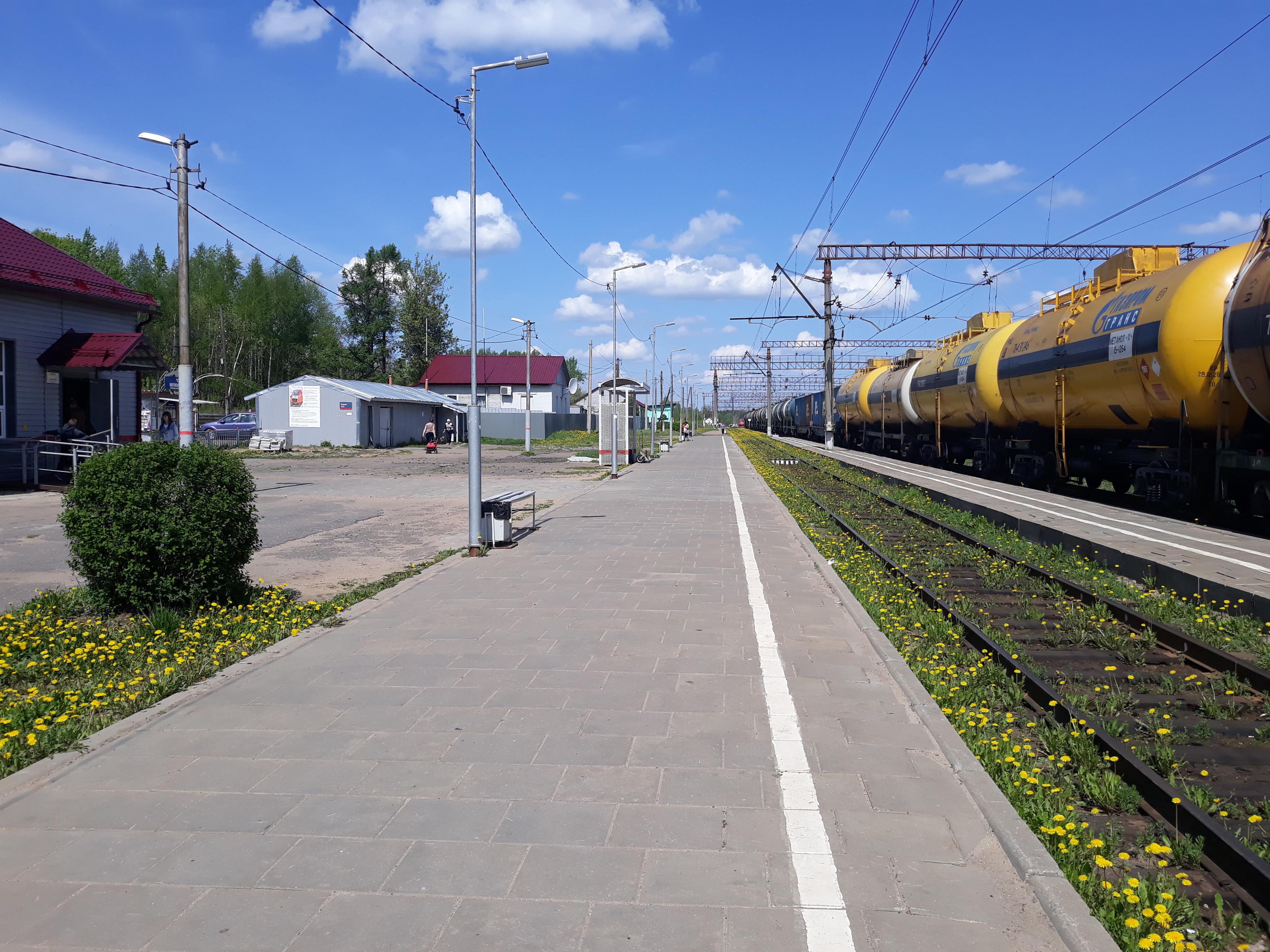
Платформа у напрямку Сонково, Калязіна, Углича